# Chiesa della Santissima Annunziata (Levanto)
La chiesa della Santissima Annunziata è un luogo di culto cattolico situato nel comune di Levanto, in piazza Nostra Signora Annunziata, in provincia della Spezia. Il complesso quattrocentesco è situato al di fuori del centro storico levantese, nei pressi del locale cimitero e a poca distanza dalla stazione di Levanto.

## Storia e descrizione

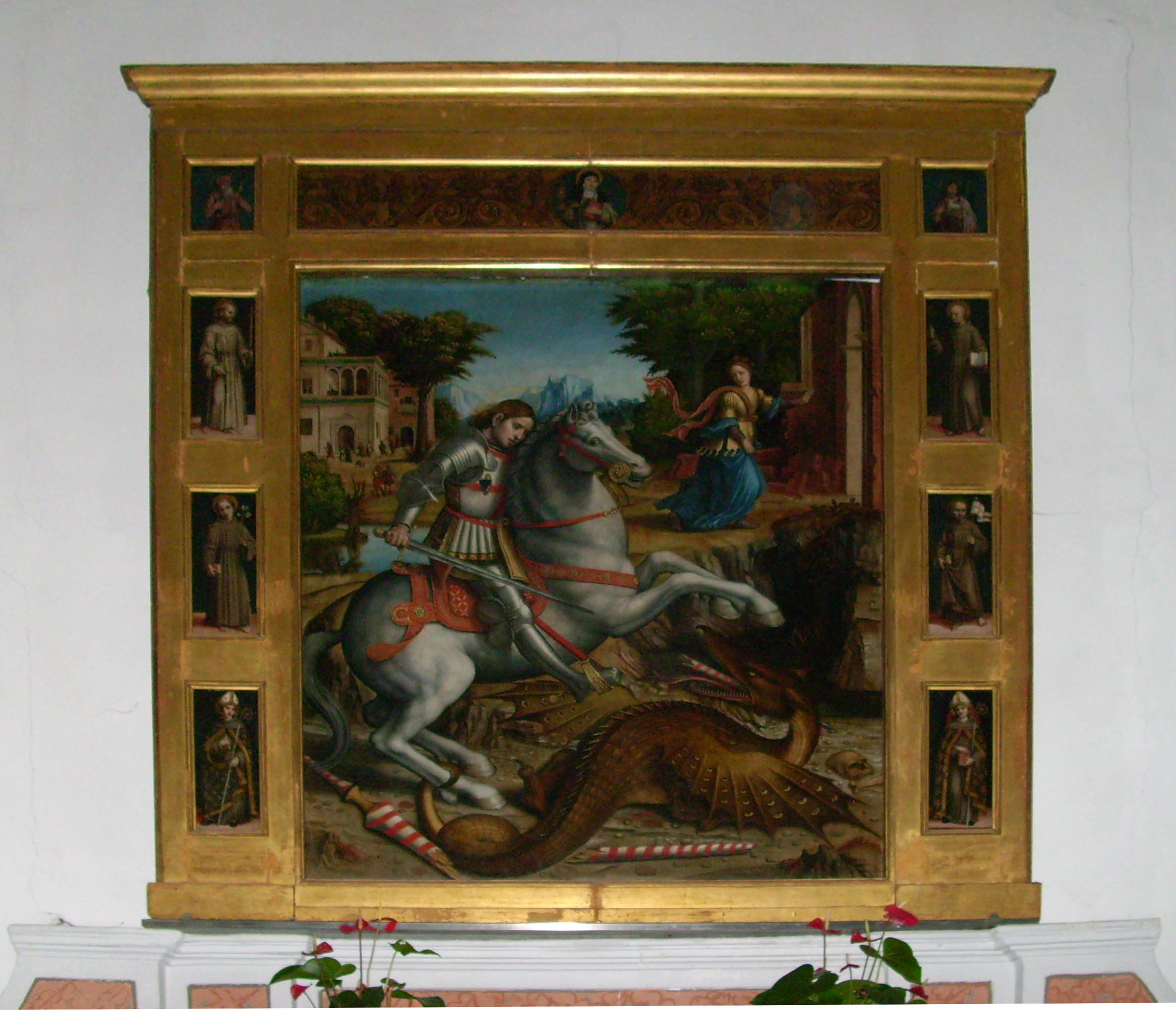
Pier Francesco Sacchi
San Giorgio e il drago

Secondo le fonti e testimonianze storiche è probabile che già in località Moltedi sia esistita, anteriormente al XV secolo, una piccola comunità religiosa dell'Ordine dei Frati Minori Francescani. Fu comunque lo stesso ordine a fondare un nuovo insediamento nella zona dove anticamente transitava una via di comunicazione, una mulattiera, che permetteva il collegamento tra il borgo marinaro di Levanto ed il suo immediato entroterra con i numerosi centri storici. La chiesa, così come una prima parte del complesso conventuale, furono quindi edificati tra il 1449 e il 1460.
Già sul finire del Quattrocento e l'inizio del Cinquecento il corpo conventuale subì un successivo ampliamento che andò ad interessare la seconda parte del chiostro; il primo chiostro risale invece alla primitiva fondazione del sito.
Fu un evento luttuoso che si verificò una domenica mattina del 1613, con il crollo della navata sinistra durante la celebrazione liturgica che causò il decesso di 17 persone, ad apportare urgentemente nuovi lavori alla chiesa quali l'allungamento di una campata e l'innalzamento del soffitto, opere eseguite nel 1615.
Oltre ad altri interventi nei secoli successivi l'intero complesso subì più recentemente restauri e recuperi, soprattutto nel complesso recupero tra il 1980 e il 1992 dove si è cercato di portare, nel limite possibile, l'edificio alle forme primitive.

## Descrizione

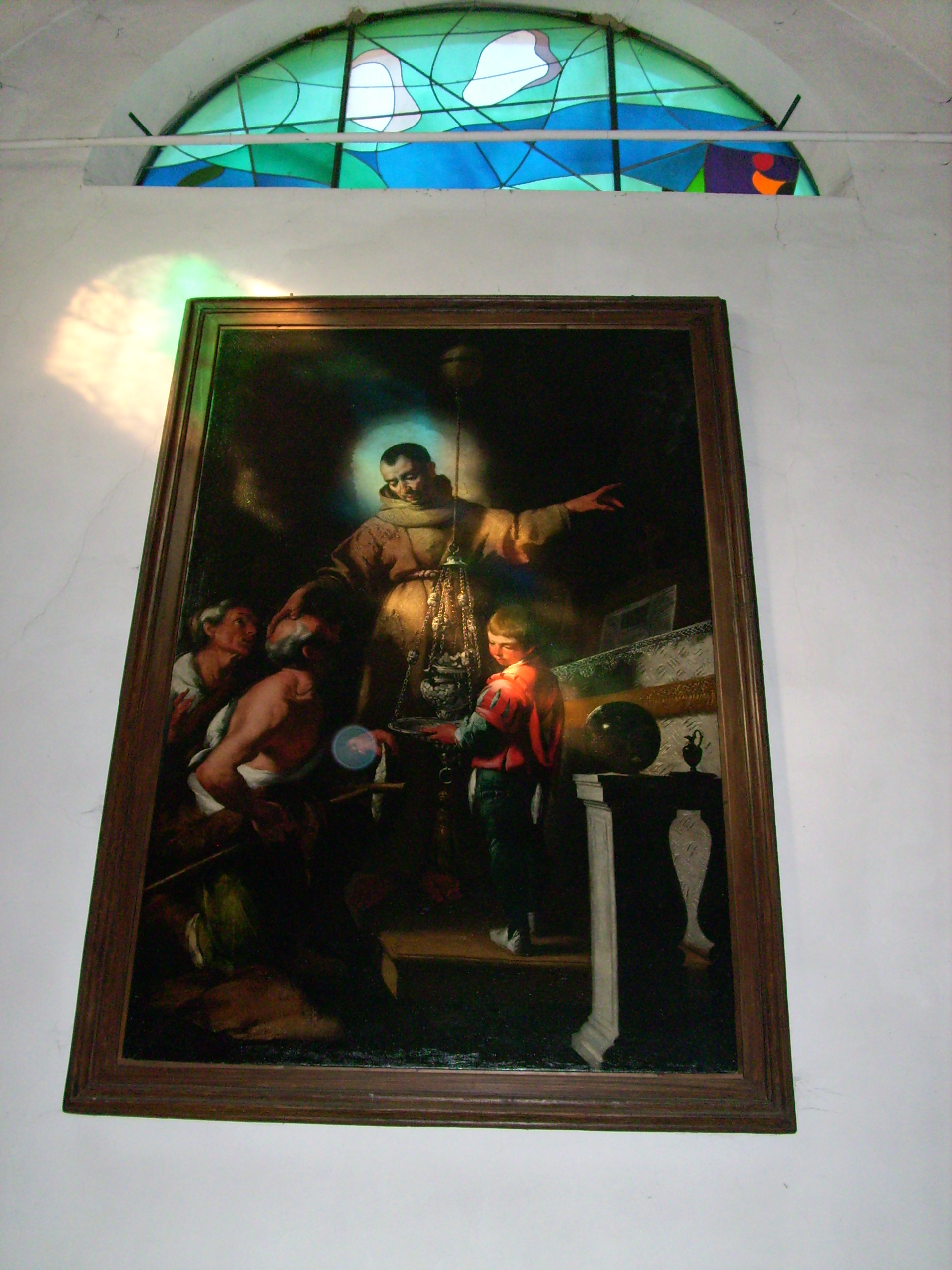
Bernardo Strozzi
Il Miracolo di San Diego

L'edificio si presenta, nel suo insieme, come una tipica e semplice struttura in stile francescano. Nella semplice facciata, sopra il centrale portale, è posto un bassorilievo in marmo bianco di Carrara databile al Quattrocento. L'interno della chiesa è diviso in tre navate. Per accedere invece al retrostante complesso conventuale è necessario attraversare il grande loggiato, quest'ultimo pienamente interessato dagli ultimi interventi restaurativi del sito religioso.

### La chiesa
Tra le opere d'arte conservate all'interno della chiesa sono di pregio due tele raffiguranti San Giorgio e il drago e il Miracolo di san Diego. Il dipinto relativo al San Giorgio, un olio su tavola, è stata attribuito dagli storici dell'arte come opera del pittore Pier Francesco Sacchi, originario del Pavese e che operò anche a Genova fino alla sua morte. Forse per il suo indubbio valore artistico, di fatto considerato come uno dei migliori lavori dell'artista, il dipinto fu sottratto dai francesi durante la dominazione napoleonica di fine Settecento e inizio Ottocento ed esposto al museo del Louvre fino alla restituzione all'Italia, e quindi alla città di Levanto.
Il quadro del Miracolo di san Diego è stato invece attribuito al pittore Bernardo Strozzi, un importante esponente dell'arte barocca genovese.

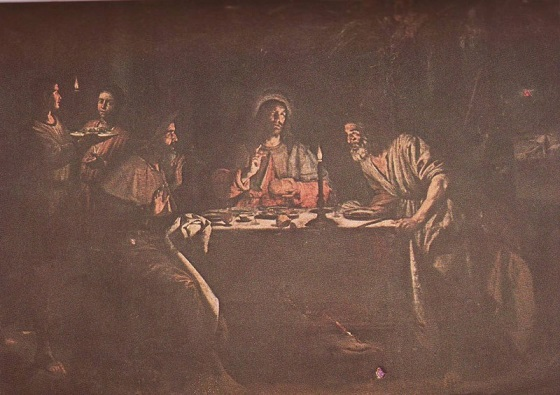
Giovanni Battista Casoni
Cena in Emmaus (1641)

### Il convento
La parte più importante del complesso conventuale è l'ex refettorio, risalente al XVI secolo e che richiama per la sua somiglianza l'omonima sala del santuario della Madonna del Monte di Genova. L'aula si presenta dipinta, con la raffigurazione di quattro santi nei tondi, ad opera del locale pittore Michele da Levanto nel Quattrocento, e altri affreschi nelle tre serra volta.
Sono altresì conservati un grande dipinto della Cena in Emmaus dello spezzino Gian Battista Casoni e, in stile caravaggesco, e un'altra tela raffigurante Battista Tagliacarne, beato levantese che, nel 1449, fondò il complesso conventuale.